# Coppa Italia di Serie A2/A3 2019-2020
La Coppa Italia di Serie A2/A3 2019-2020 si è svolta dal 15 gennaio al 23 febbraio 2020: al torneo hanno partecipato otto squadre di club italiane e la vittoria finale è andata per la prima volta all'Olimpia Bergamo.

## Regolamento
Le squadre hanno disputato quarti di finale, semifinali e finale.

## Squadre partecipanti
| Squadra           | Qualificazione                                          |
| ----------------- | ------------------------------------------------------- |
| Atlantide Brescia | 6ª al girone di andata Serie A2 2019-20                 |
| Emma Villas       | 1ª al girone di andata Serie A2 2019-20                 |
| Impavida Ortona   | 3ª al girone di andata Serie A2 2019-20                 |
| M&G               | 1ª al girone di andata Serie A3 2019-20 (girone blu)    |
| New Mater         | 4ª al girone di andata Serie A2 2019-20                 |
| Olimpia Bergamo   | 5ª al girone di andata Serie A2 2019-20                 |
| Peimar            | 2ª al girone di andata Serie A2 2019-20                 |
| Porto Viro        | 1ª al girone di andata Serie A3 2019-20 (girone bianco) |

## Torneo

### Tabellone
|  | Quarti di finale | Quarti di finale  | Quarti di finale |  |     | Semifinali        | Semifinali      | Semifinali |  |     | Finale          | Finale            | Finale |
|  |                  |                   |                  |  |     |                   |                 |            |  |     |                 |                   |        |
|  | 1A2              | Emma Villas       | 3                |  |     |                   |                 |            |  |     |                 |                   |        |
|  | 1A2              | Emma Villas       | 3                |  |     |                   |                 |            |  |     |                 |                   |        |
|  | 1A3bi            | Porto Viro        | 1                |  |     |                   |                 |            |  |     |                 |                   |        |
|  | 1A3bi            | Porto Viro        | 1                |  | 1A2 | Emma Villas       | 2               |            |  |     |                 |                   |        |
|  |                  |                   |                  |  | 1A2 | Emma Villas       | 2               |            |  |     |                 |                   |        |
|  |                  |                   |                  |  |     | 5A2               | Olimpia Bergamo | 3          |  |     |                 |                   |        |
|  | 4A2              | New Mater         | 0                |  |     | 5A2               | Olimpia Bergamo | 3          |  |     |                 |                   |        |
|  | 4A2              | New Mater         | 0                |  |     |                   |                 |            |  |     |                 |                   |        |
|  | 5A2              | Olimpia Bergamo   | 3                |  |     |                   |                 |            |  |     |                 |                   |        |
|  | 5A2              | Olimpia Bergamo   | 3                |  |     |                   |                 |            |  | 5A2 | Olimpia Bergamo | 3                 |        |
|  |                  |                   |                  |  |     |                   |                 |            |  | 5A2 | Olimpia Bergamo | 3                 |        |
|  |                  |                   |                  |  |     |                   |                 |            |  |     | 6A2             | Atlantide Brescia | 2      |
|  | 3A2              | Impavida Ortona   | 1                |  |     |                   |                 |            |  |     | 6A2             | Atlantide Brescia | 2      |
|  | 3A2              | Impavida Ortona   | 1                |  |     |                   |                 |            |  |     |                 |                   |        |
|  | 6A2              | Atlantide Brescia | 3                |  |     |                   |                 |            |  |     |                 |                   |        |
|  | 6A2              | Atlantide Brescia | 3                |  | 6A2 | Atlantide Brescia | 3               |            |  |     |                 |                   |        |
|  |                  |                   |                  |  | 6A2 | Atlantide Brescia | 3               |            |  |     |                 |                   |        |
|  |                  |                   |                  |  |     | 1A3bl             | M&G             | 0          |  |     |                 |                   |        |
|  | 2A2              | Peimar            | 1                |  |     | 1A3bl             | M&G             | 0          |  |     |                 |                   |        |
|  | 2A2              | Peimar            | 1                |  |     |                   |                 |            |  |     |                 |                   |        |
|  | 1A3bl            | M&G               | 3                |  |     |                   |                 |            |  |     |                 |                   |        |
|  | 1A3bl            | M&G               | 3                |  |     |                   |                 |            |  |     |                 |                   |        |

### Risultati

#### Quarti di finale
| 15 gennaio 2020 PalaMensSana, Siena Durata: 1h:51 - Spettatori: 671                | Emma Villas     | 3 - 1 | Porto Viro        | 27-29, 25-23, 25-22, 25-9  |
| 15 gennaio 2020 PalaGrotte, Castellana Grotte Durata: 1h:32 - Spettatori: ?        | New Mater       | 0 - 3 | Olimpia Bergamo   | 23-25, 17-25, 20-25        |
| 15 gennaio 2020 Palasport Comunale, Ortona Durata: 1h:18 - Spettatori: ?           | Impavida Ortona | 0 - 3 | Atlantide Brescia | 20-25, 24-26, 20-25        |
| 15 gennaio 2020 PalaParenti, Santa Croce sull'Arno Durata: 1h:50 - Spettatori: 120 | Peimar          | 1 - 3 | M&G               | 25-21, 24-26, 24-26, 22-25 |

#### Semifinali
| 29 gennaio 2020 PalaMensSana, Siena Durata: 2h:31 - Spettatori: ?       | Emma Villas       | 2 - 3 | Olimpia Bergamo | 24-26, 25-21, 22-25, 26-24, 17-19 |
| 29 gennaio 2020 PalaSanFilippo, Brescia Durata: 1h:31 - Spettatori: 648 | Atlantide Brescia | 3 - 0 | M&G             | 28-26, 28-26, 25-21               |

#### Finale
| 23 febbraio 2020 Unipol Arena, Casalecchio di Reno Durata: 2h:16 - Spettatori: 8 952 | Olimpia Bergamo | 3 - 2 | Atlantide Brescia | 25-21, 22-25, 25-21, 25-27, 15-13 |